# Odontotrypes balthasari
Odontotrypes balthasari es una especie de coleóptero de la familia Geotrupidae.

## Distribución geográfica
Habita en el Tíbet, Sikkim y Nepal.